# Arachnocephalus breviceps
Arachnocephalus breviceps är en insektsart som beskrevs av Lucien Chopard 1929. Arachnocephalus breviceps ingår i släktet Arachnocephalus och familjen Mogoplistidae. Inga underarter finns listade i Catalogue of Life.